# Mistrzostwa Europy w Zapasach 1973
28. Mistrzostwa Europy w zapasach odbywały się w 1973 roku w Helsinkach w stylu klasycznym, a w stylu wolnym w Lozannie.

## Styl klasyczny

### Medaliści
| Konkurencja | Złoto                | Srebro           | Brąz                  |
| ----------- | -------------------- | ---------------- | --------------------- |
| -48 kg      | Gheorghe Berceanu    | Paweł Christow   | Władimir Niecwietajew |
| -52 kg      | Jan Michalik         | Todor Todorow    | Walerij Arutjunow     |
| -57 kg      | Christo Trajkow      | Jurij Sokołow    | Ivan Frgić            |
| -62 kg      | Nelson Dawidian      | Kazimierz Lipień | Harald Hervig         |
| -68 kg      | Szamil Chisamutdinow | Nedełczo Nedew   | Sreten Damjanović     |
| -74 kg      | Iwan Kolew           | Vítězslav Mácha  | Klaus-Peter Göpfert   |
| -82 kg      | Leif Andersson       | Dimityr Iwanow   | Keijo Manni           |
| -90 kg      | Walerij Riezancew    | Stojan Nikołow   | Caj Malmberg          |
| -100 kg     | Nikołaj Bałboszyn    | Kamen Goranow    | Nicolae Martinescu    |
| +100 kg     | Aleksandyr Tomow     | Marek Galiński   | Szota Morsziładze     |

### Tabela medalowa
| Lp. | Państwo    | Złoto | Srebro | Brąz |
| --- | ---------- | ----- | ------ | ---- |
| 1   | ZSRR       | 4     | 1      | 3    |
| 2   | Bułgaria   | 3     | 6      | 0    |
| 3   | Polska     | 1     | 2      | 0    |
| 4   | Rumunia    | 1     | 0      | 1    |
| 5   | Szwecja    | 1     | 0      | 0    |
| 6   | Finlandia  | 0     | 0      | 2    |
|     | Jugosławia | 0     | 0      | 2    |
| 8   | NRD        | 0     | 0      | 1    |
|     | Norwegia   | 0     | 0      | 1    |

## Styl wolny

### Medaliści
| Konkurencja | Złoto               | Srebro              | Brąz                  |
| ----------- | ------------------- | ------------------- | --------------------- |
| -48 kg      | Hasan Isajew        | Rafik Gadschiew     | Tadeusz Kudelski      |
| -52 kg      | Arsen Ałachwerdijew | Ali Rıza Alan       | Henrik Gál            |
| -57 kg      | Kirkor Leonow       | László Klinga       | Rojin Dobordschenidze |
| -62 kg      | Iwan Jankow         | Zagaław Abdułbiekow | Vehbi Akdağ           |
| -68 kg      | Nasruła Nasrułajew  | Stefan Stojkow      | Ali Şahin             |
| -74 kg      | Adolf Seger         | Wiktor Zilberman    | Frank Birke           |
| -82 kg      | Wasilij Siulsczin   | Hayri Polat         | Benno Paulitz         |
| -90 kg      | Petr Sourikow       | Horst Stottmeister  | Dimo Kostow           |
| -100 kg     | Władimir Guljutkin  | József Csatári      | Harald Büttner        |
| +100 kg     | Nodar Modebadse     | Alaattin Yıldırım   | Bojan Boew            |

### Tabela medalowa
| Lp. | Państwo  | Złoto | Srebro | Brąz |
| --- | -------- | ----- | ------ | ---- |
| 1   | ZSRR     | 6     | 3      | 1    |
| 2   | Bułgaria | 3     | 1      | 2    |
| 3   | Niemcy   | 1     | 0      | 0    |
| 4   | Turcja   | 0     | 3      | 2    |
| 5   | Węgry    | 0     | 2      | 1    |
| 6   | NRD      | 0     | 1      | 3    |
| 7   | Polska   | 0     | 0      | 1    |